# Змінні типу SX Фенікса

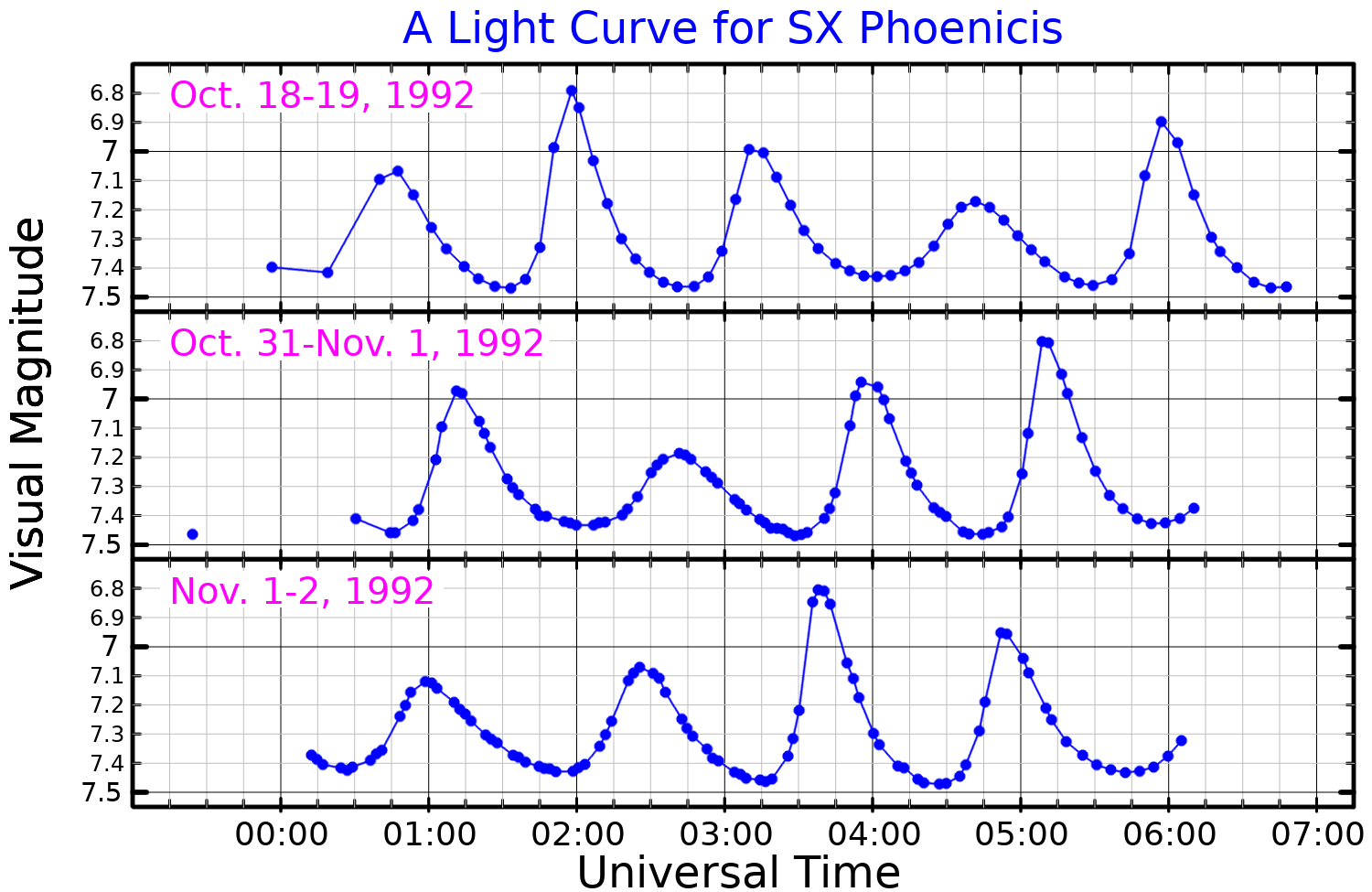
Крива блиску SX Фенікса

Змінні типу SX Фенікса — тип пульсуючих змінних зір. Ці зорі пульсують із дуже короткими періодами — 0,03—0,08 доби (0,7—1,9 години) і спектральними класами в діапазоні A2—F5. Зміни їхньої яскравості становлять до 0,7 зоряної величини. Вони споріднені зі змінними типу δ Щита, але відрізняються від них коротшими періодами й меншими амплітудами пульсацій, а також нижчою металічністю.
Змінні типу SX Фенікса належать до зоряного населення II. Їх виявляють здебільшого в кулястих скупченнях і галактичному гало, вони мають високу дисперсію швидкості та низьку металічність. Змінні типу SX Фенікса підпорядковуються залежності період — світність. Усі відомі змінні типу SX Фенікса в кулястих скупченнях є блакитними бродягами. Це зорі, які мають блакитний колір, а отже, таку велику масу, що за час існування кулястого скупчення вони вже мали б проеволюціонувати. Імовірно, такі зорі утворюються злиттям зір меншої маси.